# Fearless (singolo Taylor Swift)
Fearless è un singolo della cantante statunitense Taylor Swift, pubblicato il 4 gennaio 2010 come quinto estratto dal secondo album in studio omonimo.

## Tracce
Download digitale (Stati Uniti)
1. Fearless (versione originale) - 4:01

CD singolo (Stati Uniti ed Europa)
1. Fearless (Radio edit) - 3:42

## Classifiche
| Classifica (2010)     | Posizione massima |
| --------------------- | ----------------- |
| Canada                | 69                |
| Spagna                | 32                |
| Stati Uniti           | 9                 |
| Stati Uniti (Country) | 10                |

## Fearless (Taylor's Version)
In seguito alla controversia con la sua precedente casa discografica e la vendita dei master delle pubblicazioni precedenti al suo contratto con la Republic Records, Swift ha cominciato a ri-registrare tutta la sua discografia dal 2006 al 2019, includendo anche brani non inclusi in alcun album in studio. Ogni reincisione presenta la dicitura Taylor's Version nel titolo, per distinguerla dall'incisione originale e quindi dal master non di proprietà della cantautrice.
Il 9 aprile 2021 Taylor Swift ha ripubblicato il brano sotto il nome Fearless (Taylor's Version), incluso nell'album omonimo.